# Sélestat
Sélestat, Duits: Schlettstadt, is een stad in het oosten van Frankrijk, in het departement Bas-Rhin in Elzas. Het ligt in de Boven-Rijnse Laagvlakte bij de Vogezen, aan de rivier de Ill. Sélestat telde op 1 januari 2022 19.523 inwoners.

## Geschiedenis

### Rijksstad
De rijksstad Schlettstadt was lid van de Tienstedenbond van de Elzas.

### Frankrijk
In 1648 werd de stad door Frankrijk geannexeerd. De middeleeuwse omwalling werd in de volgende decennia geslecht en vervangen door een omwalling naar plannen van Vauban. Er werd een garnizoen gelegerd. Vanaf de 19e eeuw begon de industriële ontwikkeling van Sélestat, die eerst geremd werd door haar stadsomwalling. In 1875, nadat de stad met de rest van Elzas Duits was geworden, werd begonnen met de afbraak van de omwalling.

## Bezienswaardigheden
- de romaanse kerk Sainte-Foy, gerestaureerd
- de gotische kerk Saint-Georges, vroeger een kathedraal
- de humanistische Bibliotheek waar onderzoekers uit de hele wereld op af komen om de uitzonderlijk rijke collectie oude boeken te raadplegen of te bestuderen.
- de stadswallen van Vauban
- de 50 m hoge neo-romaanse watertoren uit 1906, ontworpen en gebouwd naar het voorbeeld van de watertoren te Deventer, waar het gebouw inderdaad veel op lijkt[3]
- het huis Billex, een burgerhuis uit 1615 waar ooit Louis XIV ontvangen werd door de stadsmagistratuur van Straatsburg. De erker loopt over twee verdiepingen door.
- museum voor 20e- eeuwse en hedendaagse kunst Frac Alsace
- de middeleeuwse Tour de l'Horloge (klokkentoren)
- diverse oude huizen en straatjes in de schilderachtige, deels nog middeleeuwse binnenstad
- het jaarlijkse bloemencorso.[4]

Aan de Ill dicht bij de stad ligt het  1.855 ha grote natuurreservaat Forêt de l'Ill of Illwald, een elzenbroekbos met grote ecologische waarde. Er komen veel damherten voor.

## Geografie
De oppervlakte van Sélestat bedroeg op 1 januari 2022 44,4 vierkante kilometer; de bevolkingsdichtheid was toen 439,7 inwoners per km².
In de gemeente ligt reeds sinds 1840 spoorwegstation Sélestat, aan de spoorlijn van Straatsburg naar Mulhouse en Bazel. Ook ligt de stad dicht bij de autosnelweg A35.
De onderstaande kaart toont de ligging van Sélestat met de belangrijkste infrastructuur en aangrenzende gemeenten.

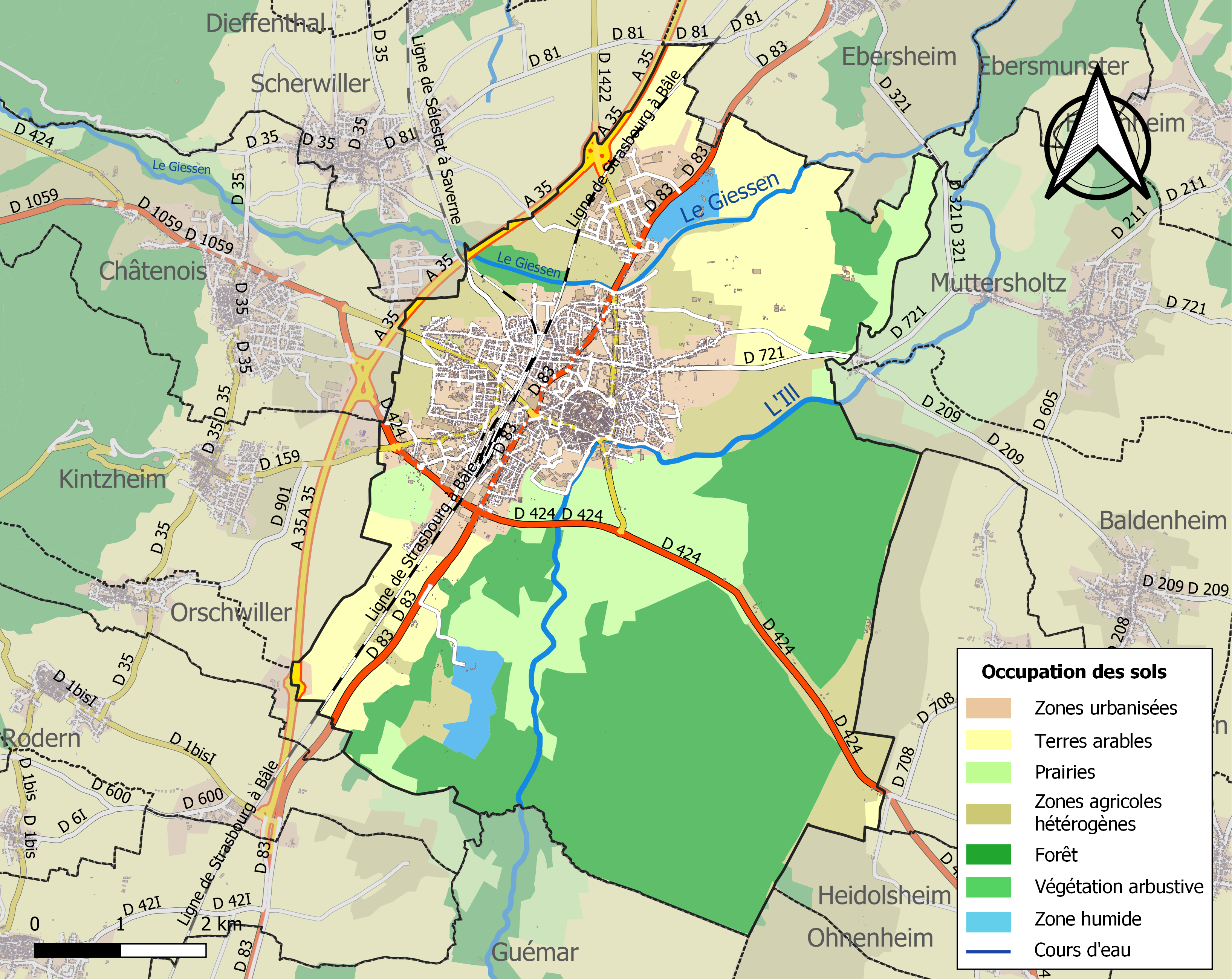

## Economie
In een industriewijk van de stad staat een fabriek van Wanzl GmbH, waar winkelwagens worden gemaakt.
De stad bezit ook een grote fabriek, waar men meubels en inrichtingen voor keukens vervaardigd.
Het historisch stedenschoon trekt veel dagtoeristen naar Sélestat. 
Als regionaal centrum heeft de stad ook veel banen in de dienstensector.

## Demografie
Onderstaande figuur toont het verloop van het inwonertal (bron: INSEE-tellingen).

## Bekende inwoners van de stad
- Johannes Mentelin, een der eerste boekdrukkers in de Europese geschiedenis, geboren in Sélestat omstreeks 1410
- Heinrich Kramer of Henricus Institoris, inquisiteur, auteur van het beruchte boek  Malleus maleficarum of Heksenhamer,  geboren in Sélestat omstreeks 1430
- Beatus Rhenanus, humanistisch geleerde, een der stichters van de humanistische Bibliotheek,  geboren in Sélestat in 1485
- Martin Bucer, reformator en theoloog,  geboren in Sélestat in 1491
- Georg Muffat, componist, studeerde rond 1670 enige jaren in de stad aan het jezuïetencollege

## Galerij

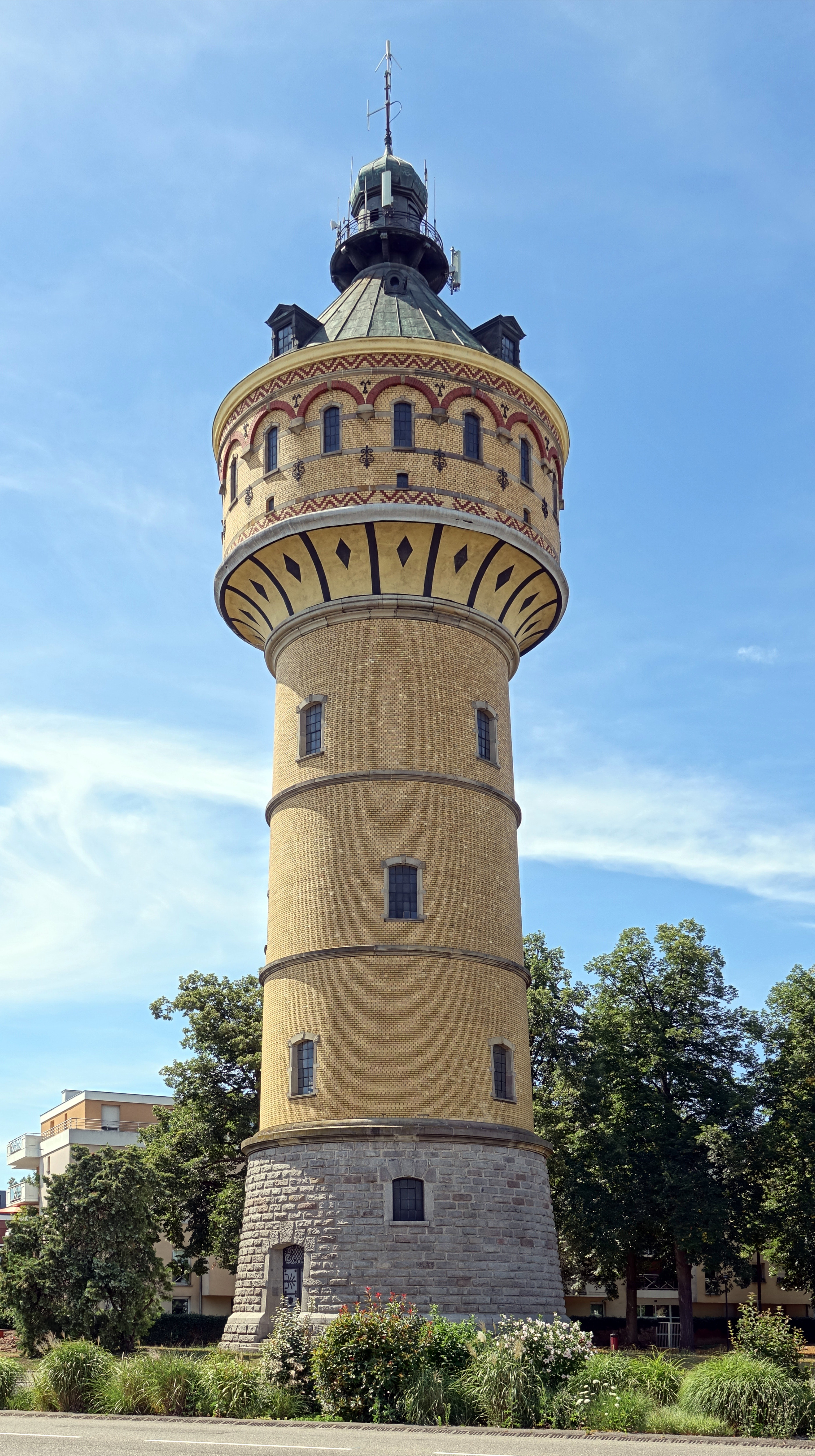
Watertoren van Sélestat
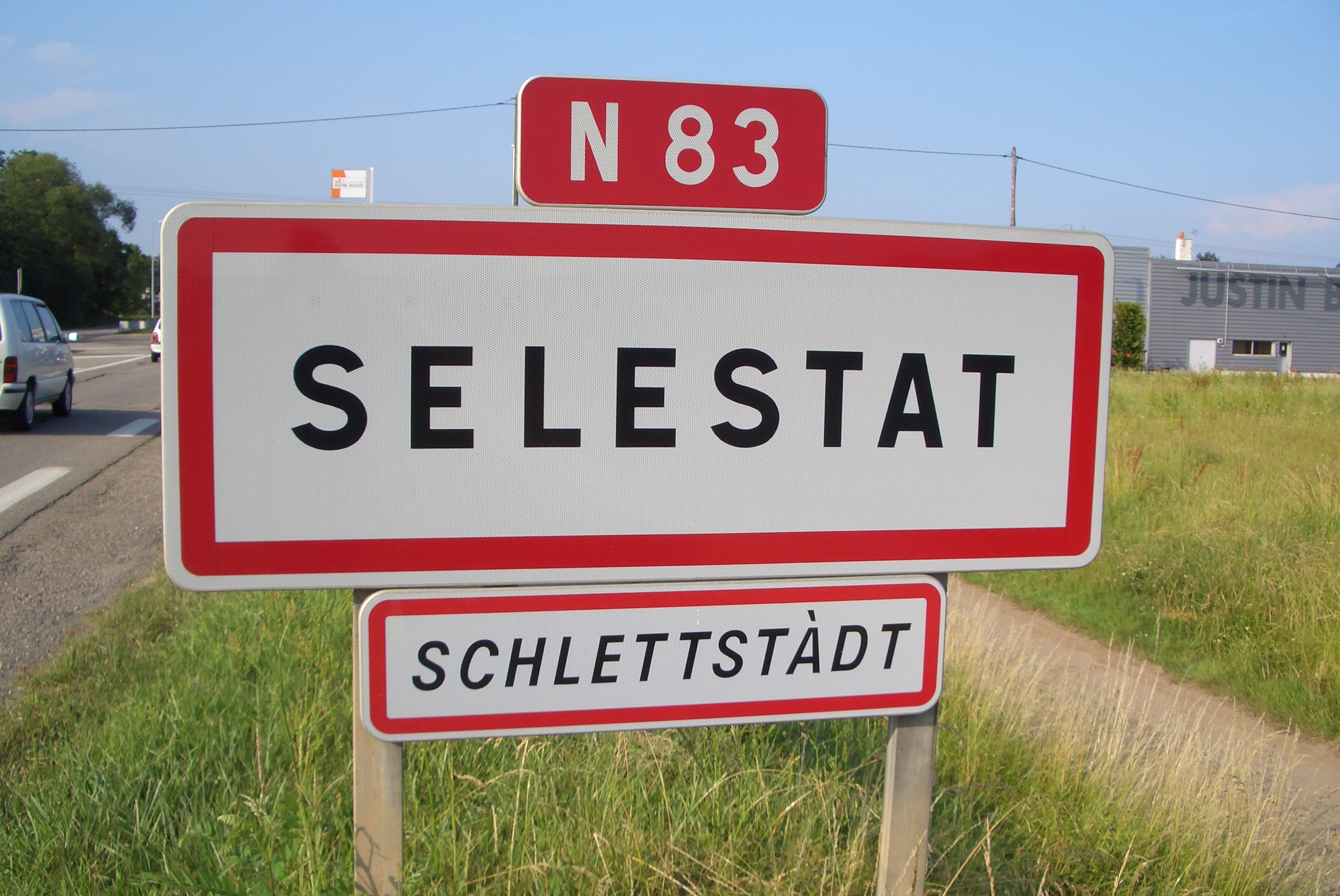
Tweetalig plaatsnaambord
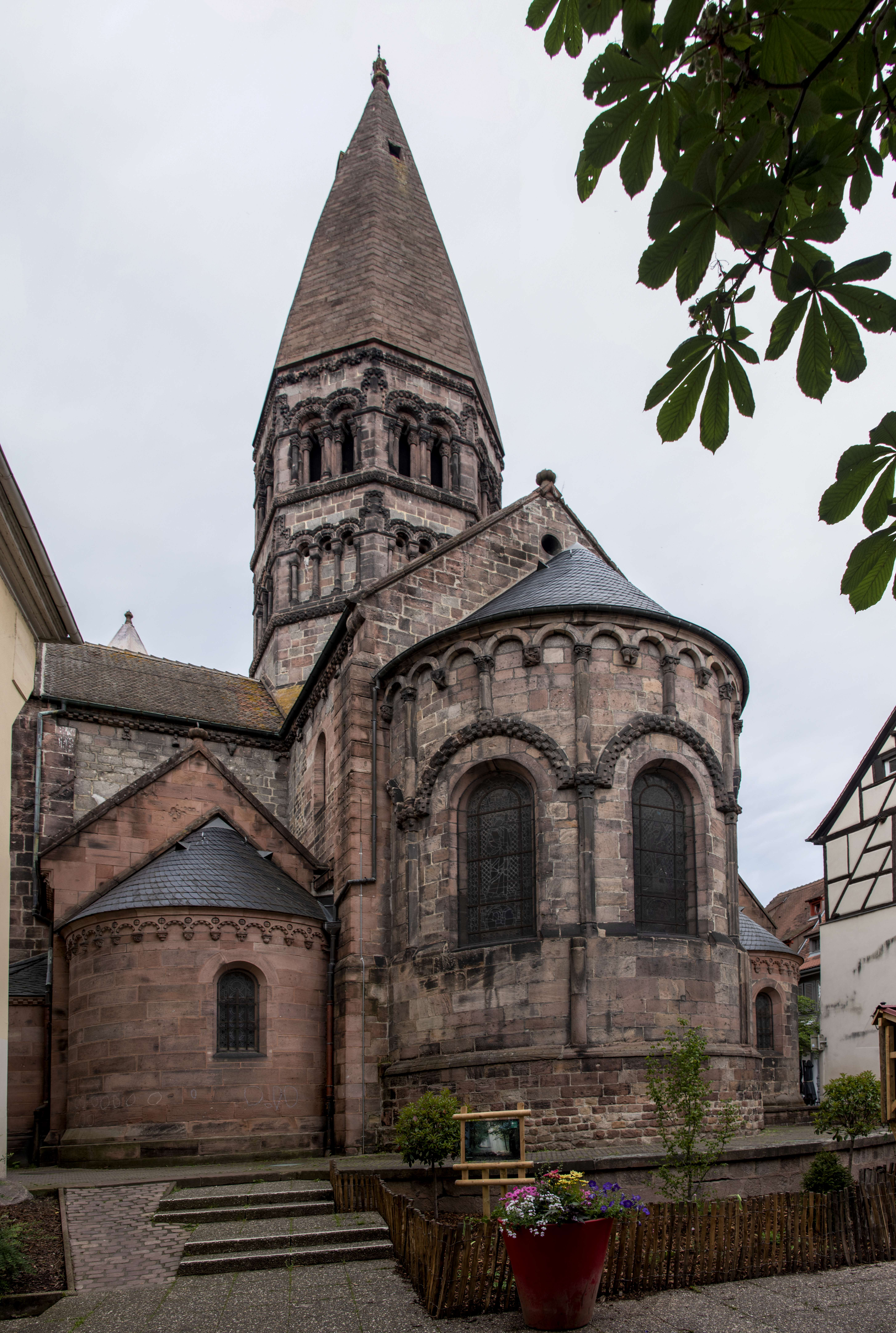
Kerk Saint-Georges
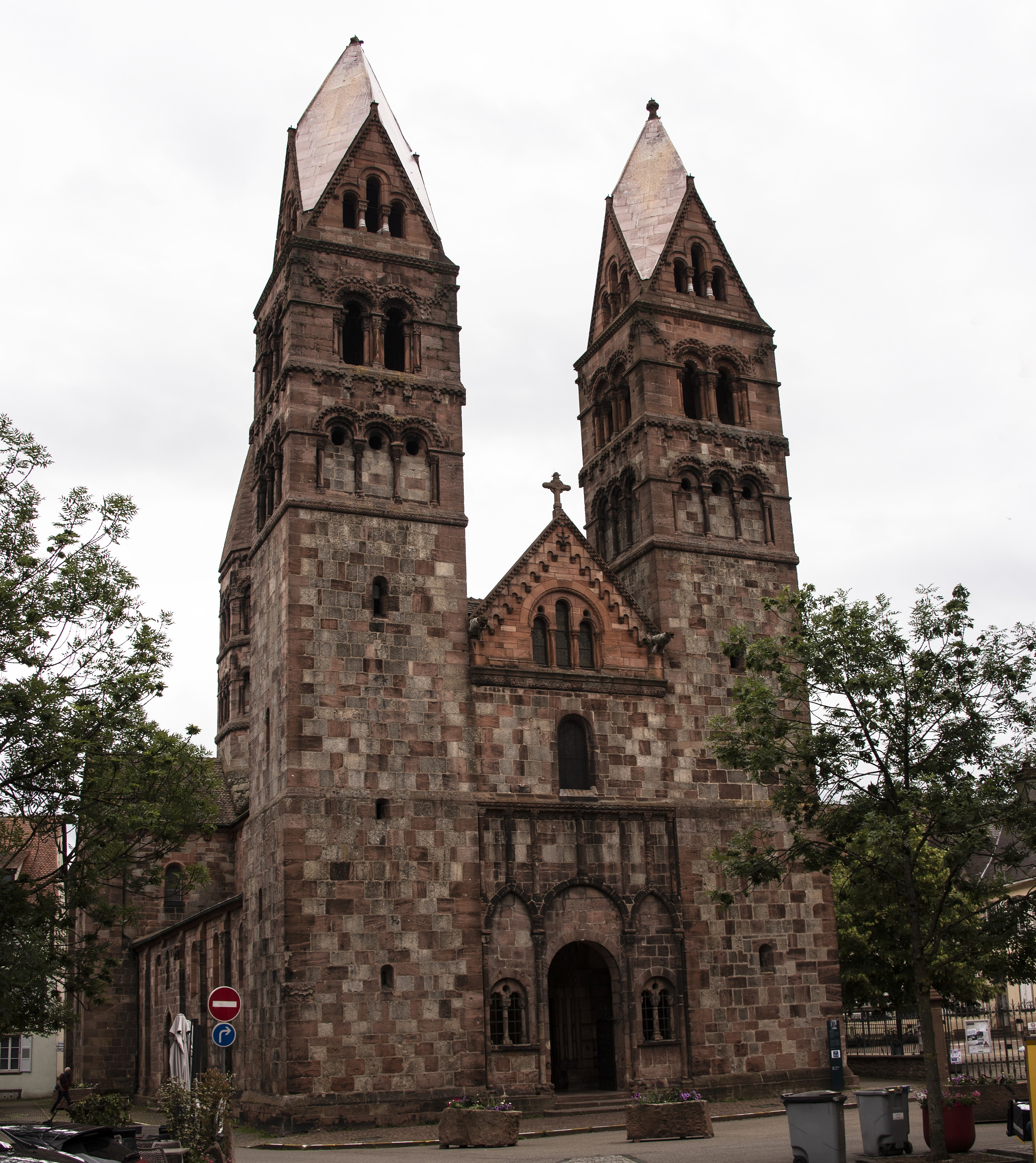
Kerk van Sainte-Foy
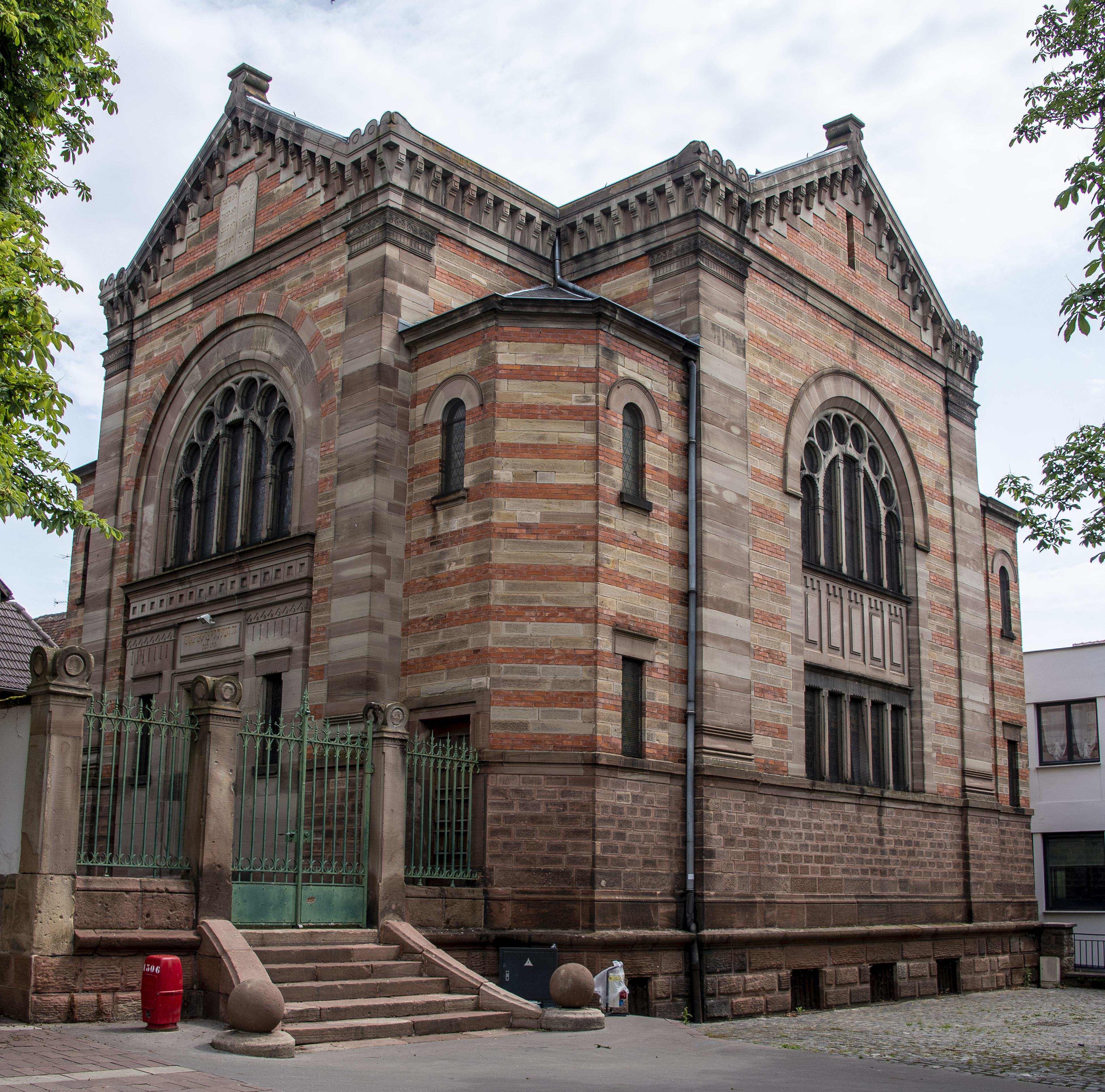
Synagoge
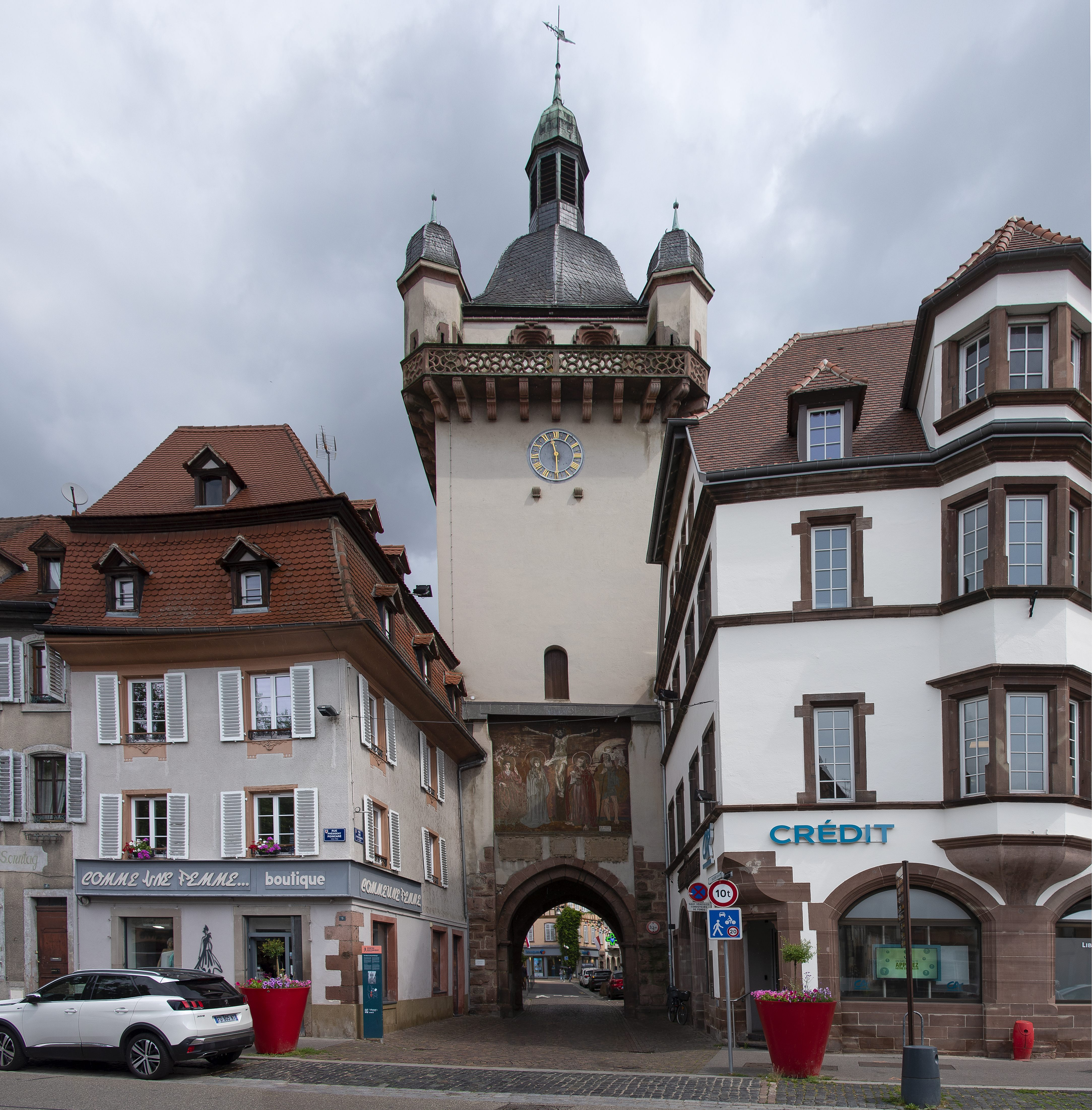
Tour de l'horloge
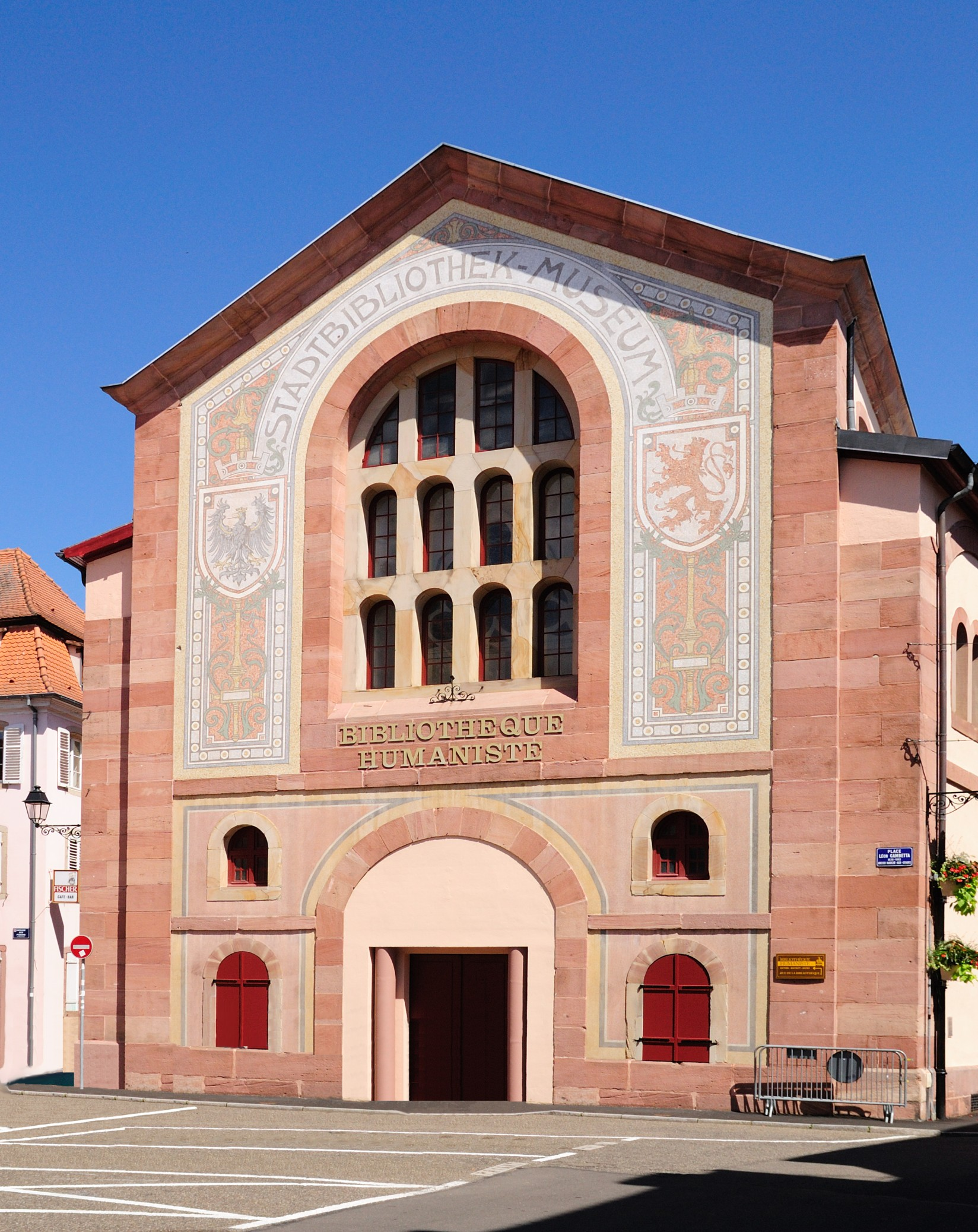
Humanistische bibliotheek